# One Foot in the Grave (TV-serie)
One Foot in the Grave är en brittisk komediserie som sändes mellan 1990 och 2000.

## Utmärkelser
One Foot in the Grave vann BAFTA:s pris för Best Comedy Series 1992.

## Rollista i urval
- Richard Wilson – Victor Meldrew
- Annette Crosbie – Margaret Meldrew
- Doreen Mantle – Mrs Warboys
- Owen Brenman – Nick Swainey
- Angus Deayton – Patrick Trench (säsong 2-6)
- Janine Duvitski – Pippa Trench (säsong 2-6)